# 司馬躍
司馬 躍（しば やく、? - 495年）は、北魏の官僚。字は宝龍。本貫は河内郡温県。

## 経歴
司馬楚之の子として生まれた。趙郡公主を妻に迎え、駙馬都尉に任じられた。兄の司馬金龍に代わって雲中鎮将・朔州刺史として出向し、仮の安北将軍となり、河内公に封じられた。河西の猟園を廃止して、民衆に開放し、開墾を進めさせるよう上奏して、孝文帝に容れられた。召還されて祠部尚書・大鴻臚卿・潁川王師となった。病のため解任を求めて上表した。495年（太和19年）、死去した。金紫光禄大夫の位を追贈された。

## 伝記資料
- 『魏書』巻37 列伝第25
- 『北史』巻29 列伝第17